# Shangpai
Shangpai (kinesiska: 上派) är en köping i östra Kina. Den är den administrativa huvudorten i Feixi härad i staden Hefei i provinsen Anhui,  omkring 18 kilometer sydväst om provinshuvudstaden Hefei. 